# Urs Imboden
Urs Imboden (n. 7 ianuarie 1975, satul Santa Maria im Münstertal, Cantonul Graubünden, Elveția) este un schior elvețian, care a concurat la Jocurile Olimpice de iarnă de la Salt Lake City (2002) din partea Elveției și la Jocurile Olimpice de iarnă de la Vancouver (2010) din partea Republicii Moldova. El este cetățean moldovean naturalizat. Disciplina sa favorită este slalomul.

## Cariera sportivă
Urs Imboden și-a început cariera în echipa națională de schi alpin a Elveției în anul 1995. El a debutat la competițiile de cupă mondială în întrecerea de la Wengen din 19 ianuarie 1997, dar nu a terminat cursa. Primul punct l-a obținut la 28 noiembrie 1998, când s-a clasat pe locul 25 la competiția de la Aspen. În întrecerea de Cupă Mondială de la Park City din 19 noiembrie 2000 s-a clasat pe locul 5. Cea mai bună poziție obținută într-un sezon de cupă mondială a fost locul 54 la general (în sezonul 2000/2001) și locul 19 la slalom (în același sezon). 
Imboden a făcut parte din delegația Elveției la Jocurile Olimpice de iarnă de la Salt Lake City (2002), obținând locul 5 la proba de slalom. La Cupa Europeană de Schi Alpin din 2003 s-a clasat tot pe locul 5 la aceeași disciplină. La Campionatul Mondial de Schi Alpin de la St. Moritz (2003) s-a clasat pe locul 21 la proba de slalom. Deoarece în sezoanele 2004 și 2005, performanțele sale au început să scadă și nu a mai obținut nici un punct, el nu a mai fost selecționat în echipa națională de schi a Elveției.
Împreună cu compatriotul său Christophe Roux și cu italianul Sascha Gritsch, a cărui carieră a luat sfârșit în urma unei accidentări grave, a format "Legionärs-Alpinteam" (Legiunea Alpină) a Republicii Moldova. În anul 2006 celor trei sportivi li s-a acordat cetățenia Republicii Moldova  pentru a primi dreptul să reprezinte această țară la competițiile internaționale de schi alpin.  El este antrenat de Hans Daniel Fahrner.
Cei doi elvețieni au concurat la competițiile de Cupă Mondială de Schi Alpin din sezonul 2006/2007 din partea Republicii Moldova. În întrecerea de la Schladming din 30 ianuarie 2007, el s-a clasificat pentru prima dată ca moldovean în primii 30, dar și-a pierdut poziția în următoarele întreceri. El a concurat ca reprezentant al Moldovei la Campionatul Mondial de Schi Alpin de la Åre (2007), terminând pe locul 11 în proba de slalom. 
În sezonul 2008/2009, rezultatele lui Imboden au beneficiat de o atenție constantă din partea presei elvețiene. Din cauza rezultatelor slabe obținute de foștii săi colegi din echipa Elveției, mass-media elvețiană raporta în mod regulat despre rezultatele obținute de "pensionar" - mai bune decât ale sportivilor care reprezentau Elveția. Echipa de schi alpin a Republicii Moldova era de obicei menționată ca o echipă formată dintr-un singur sportiv, ea concurând cu alte națiuni cu echipe mari de antrenori și preparatori tehnici. Imboden își pregătea el însuși schiurile, având doar un singur antrenor (Hans Daniel Fahrner). 
La Campionatul Mondial de Schi Alpin de la Val d'Isère (2009) s-a clasat pe locul 9 la proba de slalom. S-a calificat pentru a participa la Jocurile Olimpice. La întrecerea de cupă mondială de la Kitzbühel, din 25 ianuarie 2009, a obținut locul 14. Câștigarea întrecerii de cupă europeană din 14 martie 2009 i-a asigurat lui Imboden locul 3 în clasamentul final la slalom; acesta este cel mai bun rezultat al său până în prezent în Cupa Europei.
La 10 ianuarie 2010, Imboden a terminat pe locul 7 în proba de slalom de la Adelboden și, astfel, a obținut primul loc de top 10 pentru Republica Moldova și al doilea cel mai bun rezultat obținut vreodată de el în competițiile de cupă mondială.
Elvețienii naturalizați moldoveni Christophe Roux și Urs Imboden au concurat la Jocurile Olimpice de iarnă de la Vancouver (2010) , ca membri ai delegației Republicii Moldova. El a concurat în proba de slalom, dar a abandonat în prima manșă din cauza ceții dense. La această proba au abandonat mai mult de 40 sportivi din cauza condițiilor meteorologice foarte dificile.

## Rezultate

### Jocurile Olimpice de iarnă
| Olimpiadă           | Loc               | Dată              | Probă  | RLoc    |
| ------------------- | ----------------- | ----------------- | ------ | ------- |
| Salt Lake City 2002 | Deer Valley       | 23 februarie 2002 | slalom | 5       |
| Vancouver 2010      | Wistler Creckside | 27 februarie 2010 | slalom | abandon |

### Campionatele Mondiale
- St. Anton (2001) – nu a terminat prima manșă (slalom)
- St. Moritz (2003) – locul 21 (slalom)
- Åre (2007) – nu a terminat prima manșă (slalom uriaș), locul 11 (slalom)
- Val d'Isère (2009) – locul 9 (slalom)

### Competițiile de cupă mondială
- Sezonul 1999/2000 - 131
- Sezonul 2000/2001 - 92
- Sezonul 2001/2002 - 54
- Sezonul 2002/2003 - 78
- Sezonul 2003/2004 - 80
- Sezonul 2004/2005 - -
- Sezonul 2005/2006 - -
- Sezonul 2006/2007 - 153
- Sezonul 2007/2008 - 144
- Sezonul 2008/2009 - 86
- 11 clasări în top 15, inclusiv de două ori în top 10

### Competițiile de cupă europeană
- Sezonul 2002/2003 - 5
- Sezonul 2008/2009 - 3
- 5 clasări pe podium, inclusiv 2 victorii

### Alte succese
- Campion la slalom al Elveției (2002, 2003, 2004)
- Câștigător al Campionatului Noii Zeelande la slalom (2008)
- Câștigător al Campionatului German la slalom (2009)
- 18 victorii în cursele Federației Internaționale de Schi